# 内山怜也
内山 怜也（うちやま れいや、1986年10月18日 - ）は、日本のタレント、アイドル及び俳優。神奈川県出身。血液型はO型。身長は171cm。特技は絵を描くこと、日舞。趣味は作詞、音楽鑑賞。性同一性障害を持っている。2010年現在は芸能活動を休止している。

## 来歴・人物

### 父との対立
中学1年生の時には性の問題で父親と激しく衝突。医師は「男性でも女性でもない。両性である」と診断したが、無理やり病院に連れて行かれたショックで家にこもりがちになっていった。さらに、引っ越してきたばかりで友人もいなかったことから学校にも通わなくなってしまった。しかし、こうした態度は逆に父親の怒りを買い、長かった髪はばっさり切り落とされてしまった。自分の居場所はどこにもないと感じ、ついに家を出ることとなった。家出中は、公園やデパートの屋上、図書館で朝は寝て、ファミレスやコンビニエンスストアで夜を明かし、食べる物はデパ地下の試食という凄まじい生活を送っていた。

### 芸能界へ
しかし、同年中には父親との関係に転機が訪れた。2001年、女性と間違われ、芸能事務所にスカウトされたのである。父子の複雑な事情を汲み取った事務所の社長は、体力作りのため親子でジョギングすることを勧めた。久しく顔を合わせていなかったため、当初は父親とは会話せず、父親が近くにいるだけで怯えていたという。
雑誌やテレビで特集が組まれるなど仕事も増え、2002年にはイメージビデオ収録のため、サイパンで初の海外ロケを行った。また、性同一性障害を題材に内山怜也自身にスポットを当てたセミ・ドキュメンタリー映画『Rei-ya(レイヤ)』で映画初主演を果たす。

### その後
2003年2月、所属事務所であったレジェンドエンタープライズとの契約終了。その後も、『B♭(ビー・フラット)』や『Breath Less』といった映画に出演するも以降は芸能活動を休止している状態である。

## 出演作品

### 映画
- Rei-ya(レイヤ) （2002） - Reiya 役
- B♭(ビー・フラット) （2003） - オメガ・プロジェクト 役
- Breath Less（ブレス・レス） （2005）

## 出版物
『B-SYNDROME』、『SYMPATHY』はタイトルこそ異なるが内容は同じである。

### 写真集
- 少女美少年 - 怜也15才 - （三和出版 2001年12月13日販売） ISBN 9784883568802

### VHS
- B-SYNDROME （アートハウス・ゴン 2002年5月24日発売）

### DVD
- SYMPATHY （アートハウス・ゴン 2002年5月24日発売） AHG-0002